# Lijst van wielerploegen/2020
Hieronder volgt een lijst van officieel door de UCI geregistreerde wielerploegen in 2020. 

## UCI WorldTeamswielerploegen
| Ploeg                              | Land                         | Renners | Fietsmerk        | UCI-Code | Sinds |
| ---------------------------------- | ---------------------------- | ------- | ---------------- | -------- | ----- |
| AG2R La Mondiale                   | Frankrijk                    | 28      | Eddy Merckx      | ALM      | 2000  |
| Astana Pro Team                    | Kazachstan                   | 28      | Wilier Triestina | AST      | 2005  |
| Bahrain McLaren                    | Bahrein                      | 29      | Merida           | TBM      | 2017  |
| BORA-hansgrohe                     | Duitsland                    | 27      | Specialized      | BOH      | 2010  |
| CCC Team                           | Polen                        | 28      | Giant            | CPT      | 2019  |
| Cofidis, Solutions Crédits         | Frankrijk                    | 28      | De Rosa          | COF      | 1997  |
| Deceuninck–Quick-Step              | België                       | 27      | Specialized      | DQT      | 2003  |
| EF Education First Pro Cycling     | Verenigde Staten             | 29      | Cannondale       | EF1      | 2005  |
| Groupama-FDJ                       | Frankrijk                    | 28      | Lapierre         | GFC      | 1997  |
| Israel Start-Up Nation             | Israël                       | 30      | De Rosa          | ISN      | 2015  |
| Lotto Soudal                       | België                       | 27      | Ridley           | LTS      | 1985  |
| Mitchelton-Scott                   | Australië                    | 28      | Scott            | MTS      | 2012  |
| Movistar Team                      | Spanje                       | 28      | Canyon           | MOV      | 2004  |
| NTT Pro Cycling                    | Zuid-Afrika                  | 28      | BMC              | NTT      | 2007  |
| Team INEOS                         | Verenigd Koninkrijk          | 29      | Pinarello        | INE      | 2010  |
| Team Jumbo-Visma                   | Nederland                    | 27      | Cervélo          | TJV      | 1996  |
| Team Sunweb                        | Duitsland                    | 28      | Cervélo          | SUN      | 1998  |
| Trek-Segafredo                     | Verenigde Staten             | 27      | Trek             | TFS      | 2010  |
| Intermarché-Wanty-Gobert Matériaux | België                       | 29      | Cube             | WGG      | 2008  |
| UAE Team Emirates                  | Verenigde Arabische Emiraten | 30      | Colnago          | UAD      | 1992  |

## UCI ProTeamswielerploegen
| Ploeg                            | Land             | Renners | Fietsmerk        | UCI-Code | Sinds |
| -------------------------------- | ---------------- | ------- | ---------------- | -------- | ----- |
| Alpecin-Fenix                    | België           | 32      | Canyon           | APF      | 2009  |
| Androni Giocattoli-Sidermec      | Italië           | 23      | Bottecchia       | ANS      | 1981  |
| B&B Hotels-Vital Concept p/b KTM | Frankrijk        | 24      | KTM              | BVC      | 2018  |
| Bardiani-CSF-Faizanè             | Italië           | 20      | Guerciotti       | BCF      | 1982  |
| Bingoal-Wallonie Bruxelles       | België           | 20      | Ridley           | WVA      | 2011  |
| Burgos-BH                        | Spanje           | 20      | BH               | BBH      | 2008  |
| Caja Rural-Seguros RGA           | Spanje           | 25      | De Rosa          | CJR      | 2000  |
| Euskaltel-Euskadi                | Spanje           | 20      | Orbea            | FOR      | 2018  |
| Gazprom-RusVelo                  | Rusland          | 21      | Colnago          | GAZ      | 2012  |
| NIPPO DELKO One Provence         | Frankrijk        | 25      | LOOK             | NDP      | 2008  |
| Rally Cycling                    | Verenigde Staten | 18      | Felt             | RLY      | 2007  |
| Riwal Readynez Cycling Team      | Denemarken       | 20      | Pinarello        | RIW      | 2009  |
| Sport Vlaanderen-Baloise         | België           | 20      | Merckx           | SVB      | 2003  |
| Team Arkéa Samsic                | Frankrijk        | 30      | Canyon           | ARK      | 2005  |
| Team Novo Nordisk                | Verenigde Staten | 16      | Colnago          | TNN      | 2008  |
| Team Total Direct Energie        | Frankrijk        | 26      | Wilier Triestina | TDE      | 2000  |
| Uno-X Pro Cycling Team           | Noorwegen        | 23      | Dare             | UXT      | 2010  |
| Vini Zabù-KTM                    | Italië           | 26      | KTM              | THR      | 2009  |

## UCI Continental Teamswielerploegen
| Ploeg                                        | Land       | Renners | Fietsmerk  | UCI-Code | Sinds |
| -------------------------------------------- | ---------- | ------- | ---------- | -------- | ----- |
| 7 Eleven Cliqq-air21 by Roadbike Philippines | Filipijnen | 10      | Cannondale | 7RP      | 2013  |

## UCI Women's WorldTeamswielerploegen
| Ploeg                              | Land             | Renners | Fietsmerk | UCI-Code | Sinds |
| ---------------------------------- | ---------------- | ------- | --------- | -------- | ----- |
| Alé BTC Ljubljana                  | Italië           | 12      | Cipollini | ALE      | 2011  |
| Canyon-SRAM                        | Duitsland        | 16      | Canyon    | CSR      | 2003  |
| CCC-Liv                            | Polen            | 15      | Liv       | CCC      | 2005  |
| FDJ Nouvelle-Aquitaine Futuroscope | Frankrijk        | 13      | Lapierre  | FDJ      | 2006  |
| Mitchelton-Scott                   | Australië        | 11      | Scott     | MTS      | 2012  |
| Movistar Team                      | Spanje           | 11      | Canyon    | MOV      | 2018  |
| Team Sunweb                        | Duitsland        | 13      | Cervélo   | SUN      | 2012  |
| Trek-Segafredo                     | Verenigde Staten | 14      | Trek      | TFS      | 2019  |

## UCI Women's Continental Teamswielerploegen
Incomplete lijst:
| Ploeg                                    | Land        | Renners | Fietsmerk   | UCI-Code | Sinds |
| ---------------------------------------- | ----------- | ------- | ----------- | -------- | ----- |
| Agolico                                  | Mexico      | 9       | BMC         | AGO      | 2018  |
| Bigla-Katjoesja (vanaf 1 juli: Paule Ka) | Zwitserland | 13      | Chapter 2   | EPK      | 2005  |
| Boels Dolmans                            | Nederland   | 12      | Specialized | DLT      | 2010  |
| Lotto Soudal Ladies                      | België      | 14      | Ridley      | LSL      | 2006  |

Alpecin-Deceuninck · Arkéa-B&B Hotels · Bahrain-Victorious · Cofidis · Decathlon AG2R La Mondiale · EF Education-EasyPost · Groupama-FDJ · INEOS Grenadiers · Intermarché-Wanty · Lidl-Trek · Movistar Team · Red Bull-BORA-hansgrohe · Soudal Quick-Step · Jayco AlUla · Picnic PostNL · UAE Team Emirates-XRG · Visma-Lease a Bike · XDS Astana Team
Zie ook: UCI World Tour 2025 · Continental Circuits
Burgos-Burpellet-BH · Caja Rural-Seguros RGA · Equipo Kern Pharma · Euskaltel-Euskadi · Israel-Premier Tech · Lotto · Q36.5 Pro Cycling Team · Solution Tech-Vini Fantini · Team Corratec-Vini Fantini · Team Flanders-Baloise · Team Novo Nordisk · Polti VisitMalta · TotalEnergies · Tudor Pro Cycling Team · Unibet Tietema Rockets · Uno-X Mobility · VF Group-Bardiani CSF-Faizanè · Wagner Bazin WB
Zie ook: UCI ProSeries · Continental Circuits